# Melipona interrupta
Melipona interrupta är en biart som beskrevs av Pierre André Latreille 1811. Melipona interrupta ingår i släktet Melipona och familjen långtungebin. Inga underarter finns listade i Catalogue of Life.

## Bildgalleri

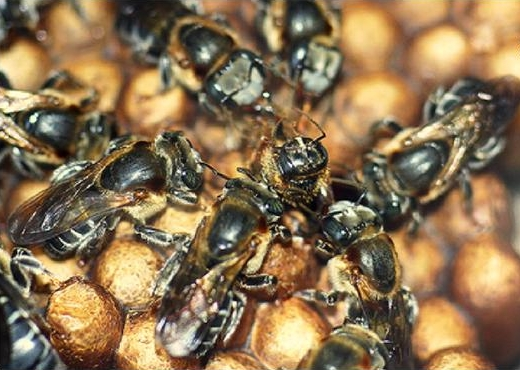
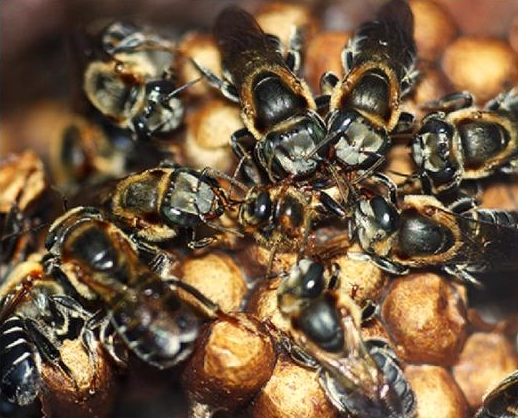